# BNSF

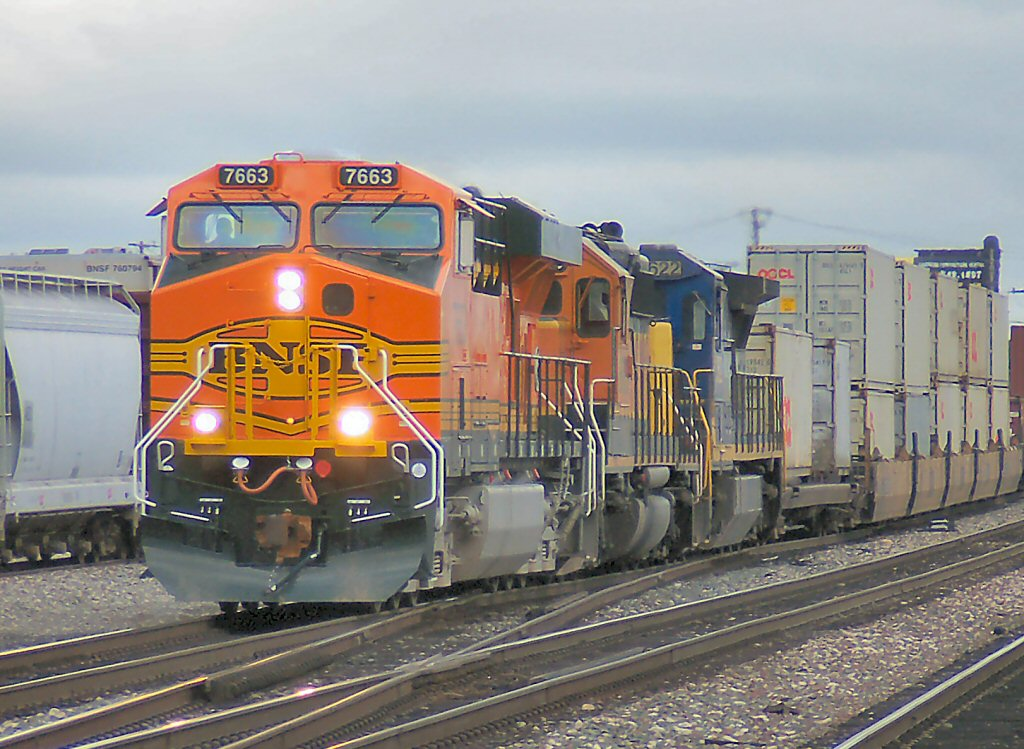
Ett containertåg tillhörande BNSF Railway.

BNSF Railway är ett järnvägsbolag i USA. Det bildades den 31 december 1996 av Santa Fe och Burlington Northern som Burlington Northern and Santa Fe Railway. 24 januari 2005 byttes bolaget namn till BNSF Railway och passade samtidigt på att byta logotyp. BNSF hör till de största järnvägsbolagen i USA, endast Union Pacific är större. Då BNSF och Union Pacific till största delen trafikerar samma geografiska område har de blivit varandras största konkurrenter.
Sedan 2010 är BNSF Railway ett helägt dotterbolag till Berkshire Hathaway.

## Järnvägsnät

BNSF:s järnvägsnät.

BNSF äger och använder järnvägsspår i 27 amerikanska delstater: Alabama, Arizona, Arkansas, Colorado, Kalifornien, Idaho, Illinois, Iowa, Kansas, Louisiana, Minnesota, Mississippi, Missouri, Montana, Nebraska, Nevada, New Mexico, North Dakota, Oklahoma, Oregon, South Dakota, Tennessee, Texas, Utah, Washington, Wisconsin, och Wyoming. Utöver det använder företaget även spår i Kanada. Bland annat en cirka fem mil lång sträcka från gränsen till Vancouver och en bangård i Winnipeg.
Av administrativa skäl är BNSF indelat i 14 "operating divisions": Chicago, Colorado, Gulf, Kalifornien, Kansas, Los Angeles, Montana, Nebraska, Northwest, Powder River, Southwest, Springfield, Texas, och Twin Cities. Varje "division" är sedan indelat i hundratals mindre enheter som varje har hand om en bit spår, från 500 km huvudlinje till 15 kilometer bibana.
Om man inte räknar med dubbelspår, sidospår och spår på bangårdar äger och använder BNSF omkring 40.000 kilometer spår. Räknar man med dubbelspåren bangårdarna och sidospåren blir det totala järnvägsnätets längd över 80 000 kilometer.
Utöver det har BNSF skaffat sig spårrätter till omkring 13 000 kilometer spår i USA och Kanada tillhörande andra bolag. Det gör att BNSF kan köra sina tåg med sin personal på konkurrerande bolags spår. BNSF:s lok kan även ses på andra bolags spår då de ibland hyrs ut till andra bolag.

## Fakta i siffror

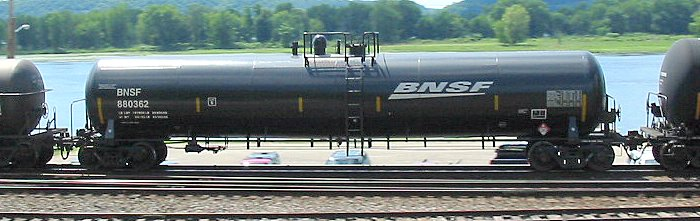
En tankvagn från BNSF.

I slutet av 2005 hade BNSF ungefär 40 000 anställda, 5 790 lok och 81 881 godsvagnar. Bland godsvagnarna var täckta vagnar för transport av lösa material som cement vanligast (covered hoppers). Dessutom ägde BNSF vid samma tidpunkt 10 400 containrar, 4 000 bilar och 179 personvagnar för pendeltåg. Det kan även noteras att BNSF är den organisation/företag som konsumerar mest oljebaserat bränsle en vanlig dag.

## Färgscheman
Till skillnad från Union Pacific som har nästan alla lok är målade i samma gulgråa färgschema hittar man hos BNSF ett flertal färgsättningar på loken. Många lok är målade i de färgscheman som kallas Heritage I och Heritage II. Heritage-färgsättningarna bygger på de färger som Great Northern, ett av bolagen bakom Burlington Northern, hade på sina lok. På Heritage I sitter den gamla cirkel-logotypen i fronten. Heritage II skiljer sig genom att ha mindre grönt på nedre delen av korgen samt att Santa Fes gamla frontdekoration återanvänds. Dock med texten BNSF istället för ATSF. På senare tid har ett Heritage III introducerats. Skillnaden mot Heritage II är att den gamla logotypen har ersatts med den nya och att de mörkgröna fälten på loken har blivit svarta. Det är hittills väldigt få lok som målats i Heritage III. Anledningen till det kan vara att BNSF vill använda upp de dekaler de har skaffat till Heritage I och II.
Innan Heritage-färgsättningarna kom i bruk testade företaget ett flertal olika varianter på färgsättningar. Ett lok, nummer 9647, målades i en hybridfärgsättning. Santa Fes Warbonnet-färgschema men med Burlington Northerns kulörer. Men omdömena om loket var överlag negativa så det fick inga efterföljare. Ett annat lok, nummer 9297, testmålades i två olika färgsättningar, men ingen av dem kom att användas.
Då Heritage-färgerna inte introducerades förrän 2005 har BNSF en brokig fordonsflotta. Många lok har fortfarande kvar sin gamla färgsättningar. Ett flertal är målade i Santa Fes silverröda färgsättning, ibland med texten Santa Fe på sidan ersatt med BNSF. Ännu fler är målade i Santa Fes blågula eller Burlington Northerns grönvita färger. Tanken är att samtliga lok ska få målas om till Heritage I eller Heritage II, men det är ett arbete som går långsamt då lok endast målas om när de är inne för revision.

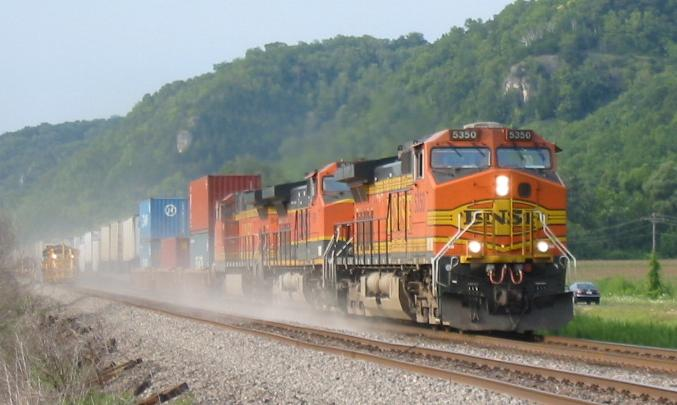
Ett BNSF-tåg passerar Prairie du Chien, Wisconsin. Första loket är målat i Heritage II, andra loket i Heritage I.
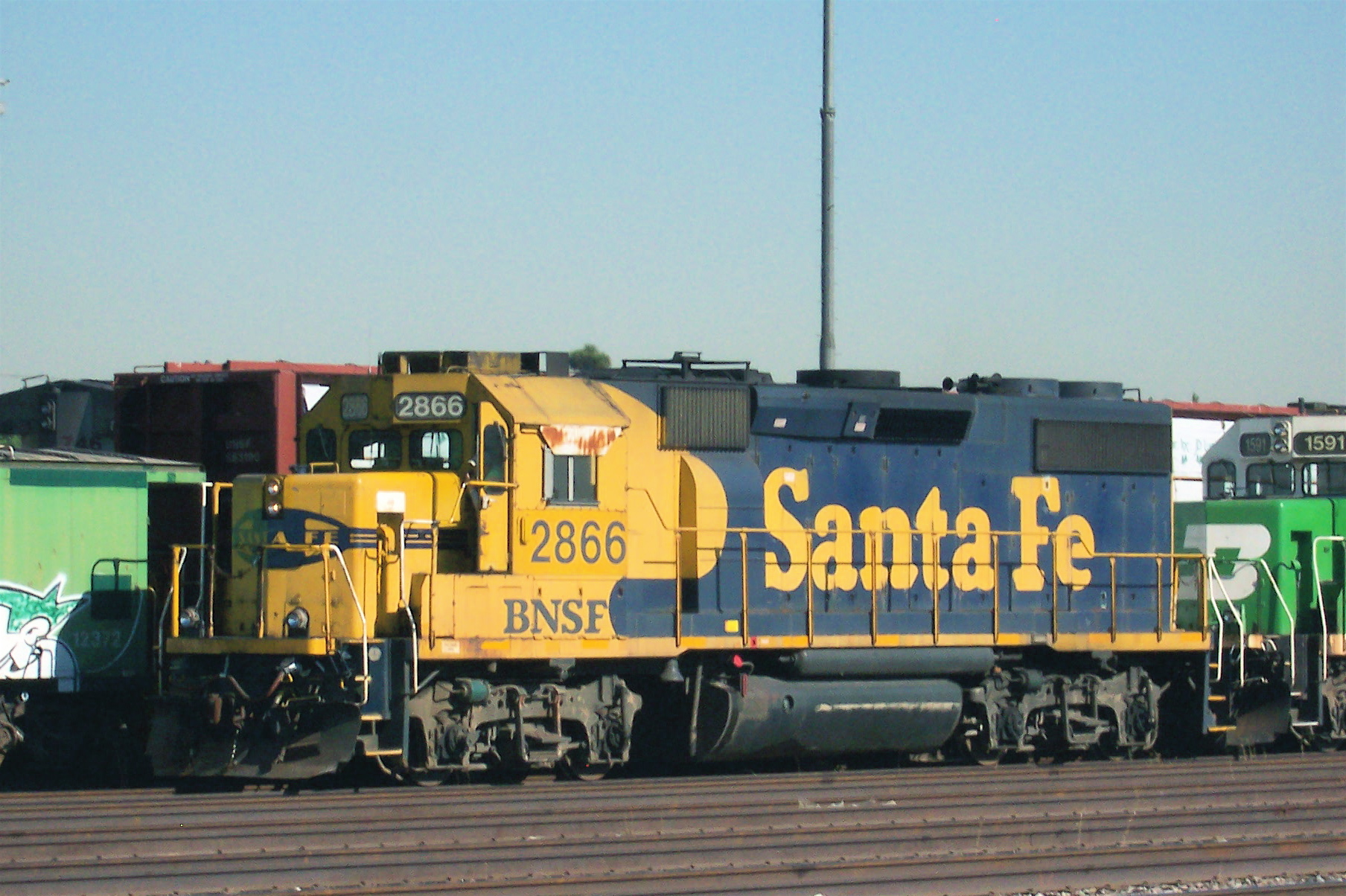
Ett före detta Santa Fe-lok fortfarande i Santa Fes blågula färger och logtyp. ill höger skymtar ett före detta Burlington Northern-lok fortfarande målat i grönvitt.
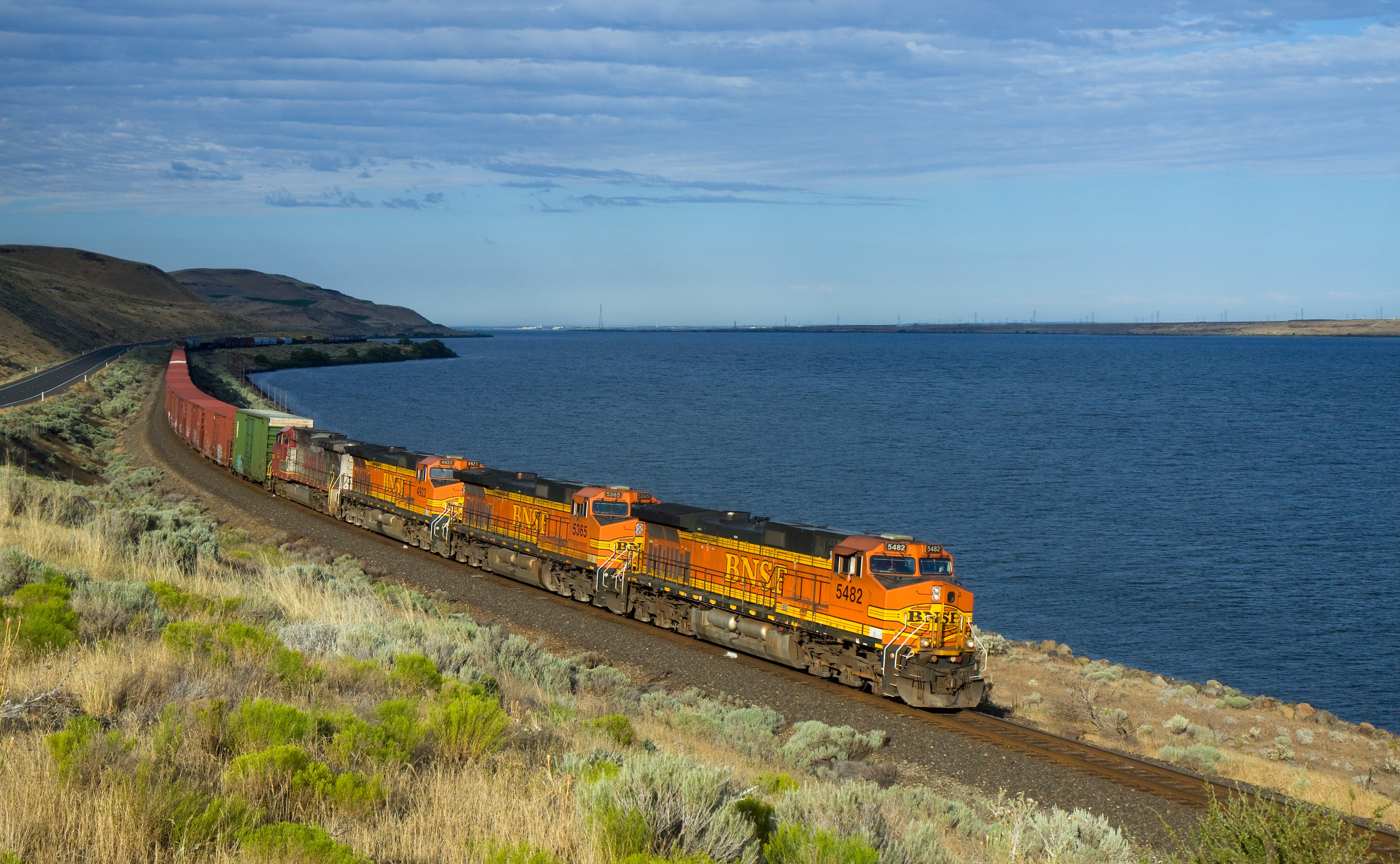
Ett BNSF tåg mellan Kennewick och Wishram.